# فرديناند شنايدر
فرديناند شنايدر (بالألمانية: Ferdinand Schneider)‏ هو كيميائي ألماني، ولد في 18 يونيو 1911 في باكنانغ في ألمانيا، وتوفي في 11 مايو 1984 في Pura, Switzerland ‏ في سويسرا.